# Prefectura de Iwate

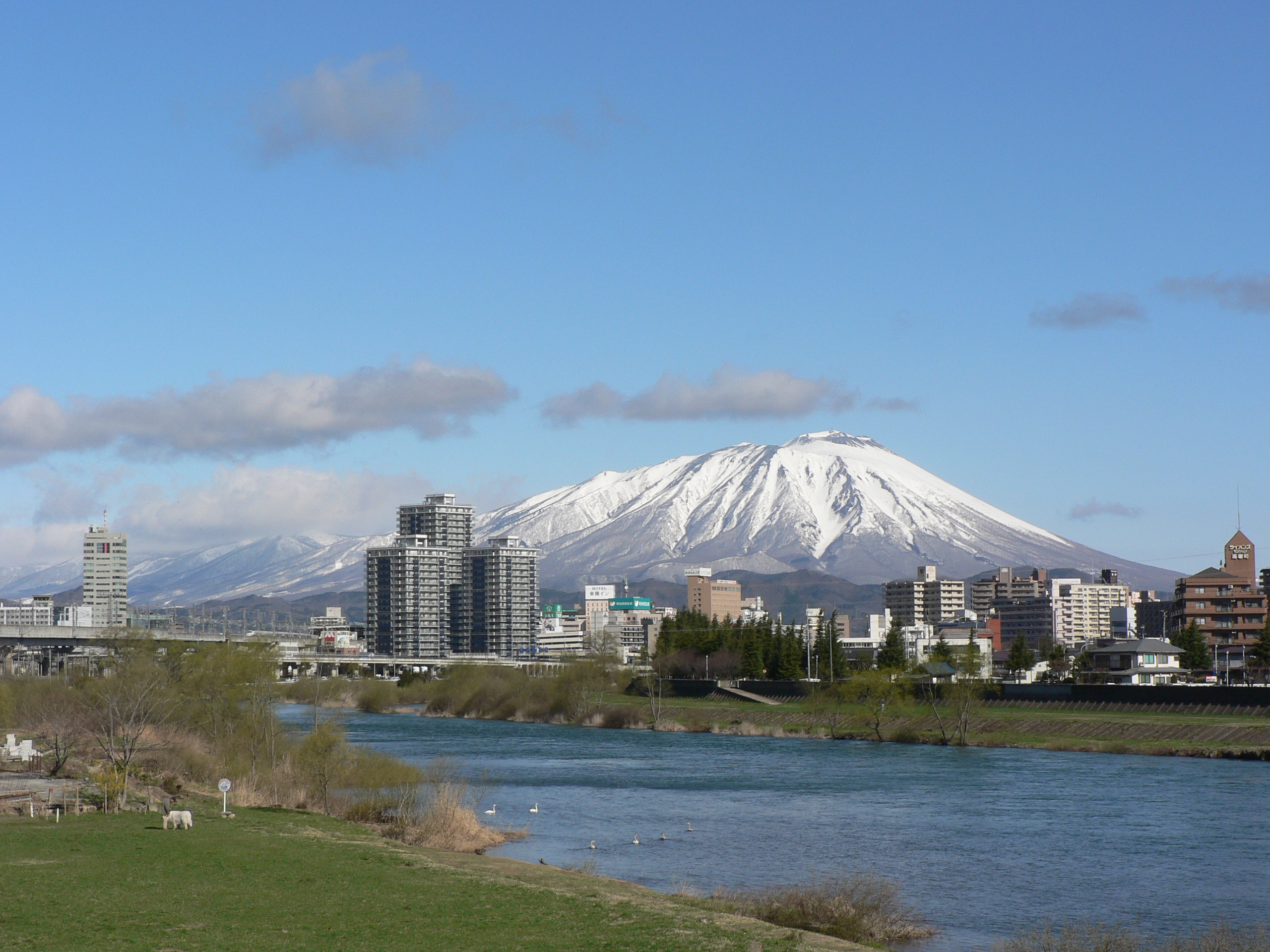
Morioka, capital de la prefectura.

La prefectura de Iwate (岩手県 Iwate-ken?) está ubicada en la región de Tōhoku sobre la isla de Honshu, Japón. La capital es Morioka.

## Geografía

### Ciudades
- Hachimantai
- Hanamaki
- Ichinoseki
- Kamaishi
- Kitakami
- Kuji
- Miyako
- Morioka (capital)
- Ninohe
- Ōfunato
- Ōshū
- Rikuzentakata
- Takizawa
- Tōno

### Pueblos y villas
Estos son los pueblos y villas de cada distrito:
- Distrito de Isawa
  - Kanegasaki
- Distrito de Iwate
  - Iwate
  - Kuzumaki
  - Shizukuishi
- Distrito de Kamihei
  - Ōtsuchi
- Distrito de Kesen
  - Sumita
- Distrito de Kunohe
  - Hirono
  - Karumai
  - Kunohe
  - Noda
- Distrito de Ninohe
  - Ichinohe
- Distrito de Nishiiwai
  - Hiraizumi
- Distrito de Shimohei
  - Fudai
  - Iwaizumi
  - Tanohata
  - Yamada
- Distrito de Shiwa
  - Shiwa
  - Yahaba
- Distrito de Waga
  - Nishiwaga

## Cultura

### Festivales
Morioka Sansa Odori, es un festival de tambores, canciones y bailarines, para llamar la buena fortuna. Ocurre entre el 1 y 4 de agosto. En 2014, fue certificado por Guinness World Records como el conjunto de tambores japoneses más grande, con la participación de 3437 personas tocando tambores japoneses al mismo tiempo.